# Verzorgingshuis

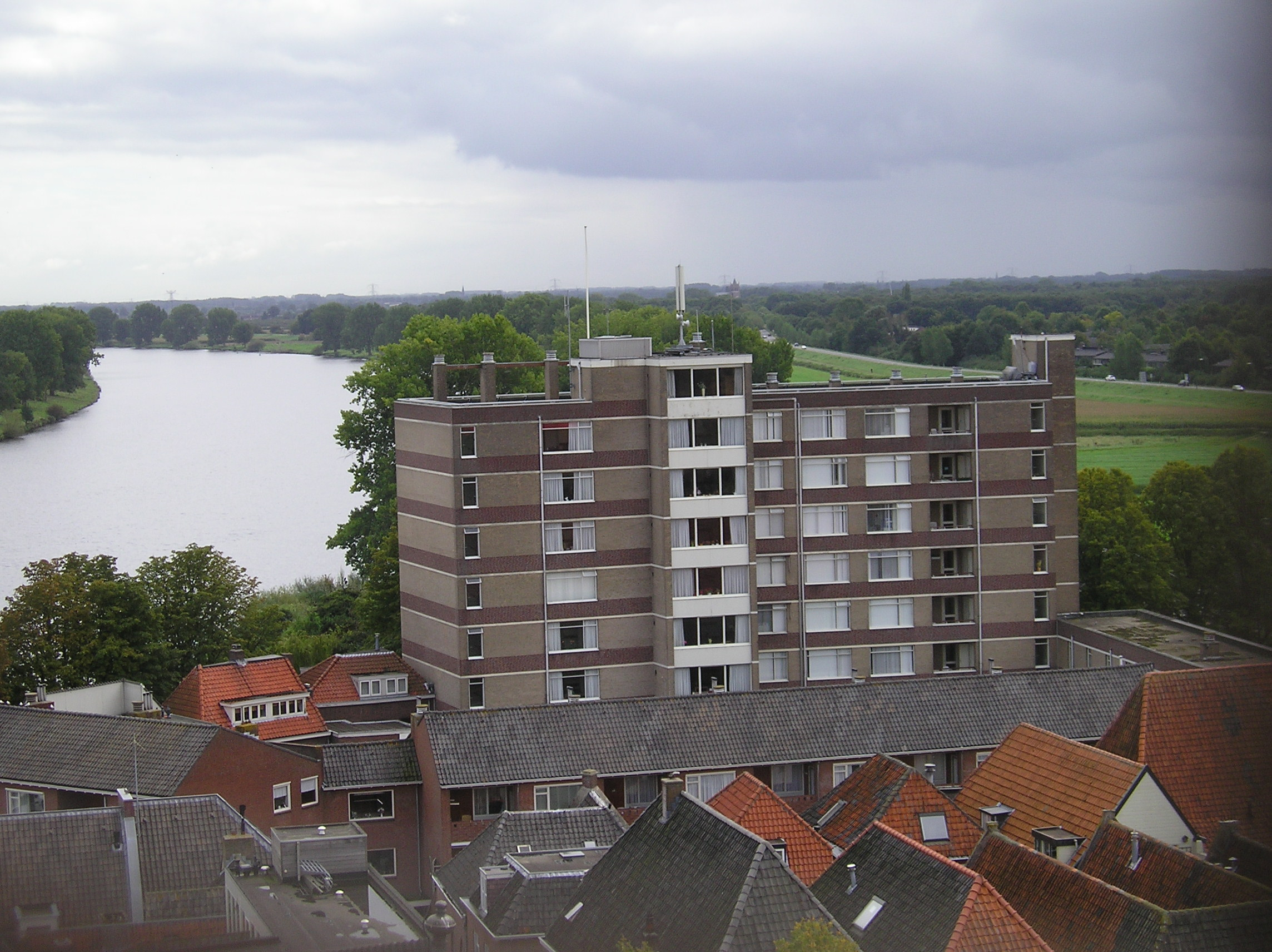
Woontoren van verzorgingshuis Maaszicht te Grave

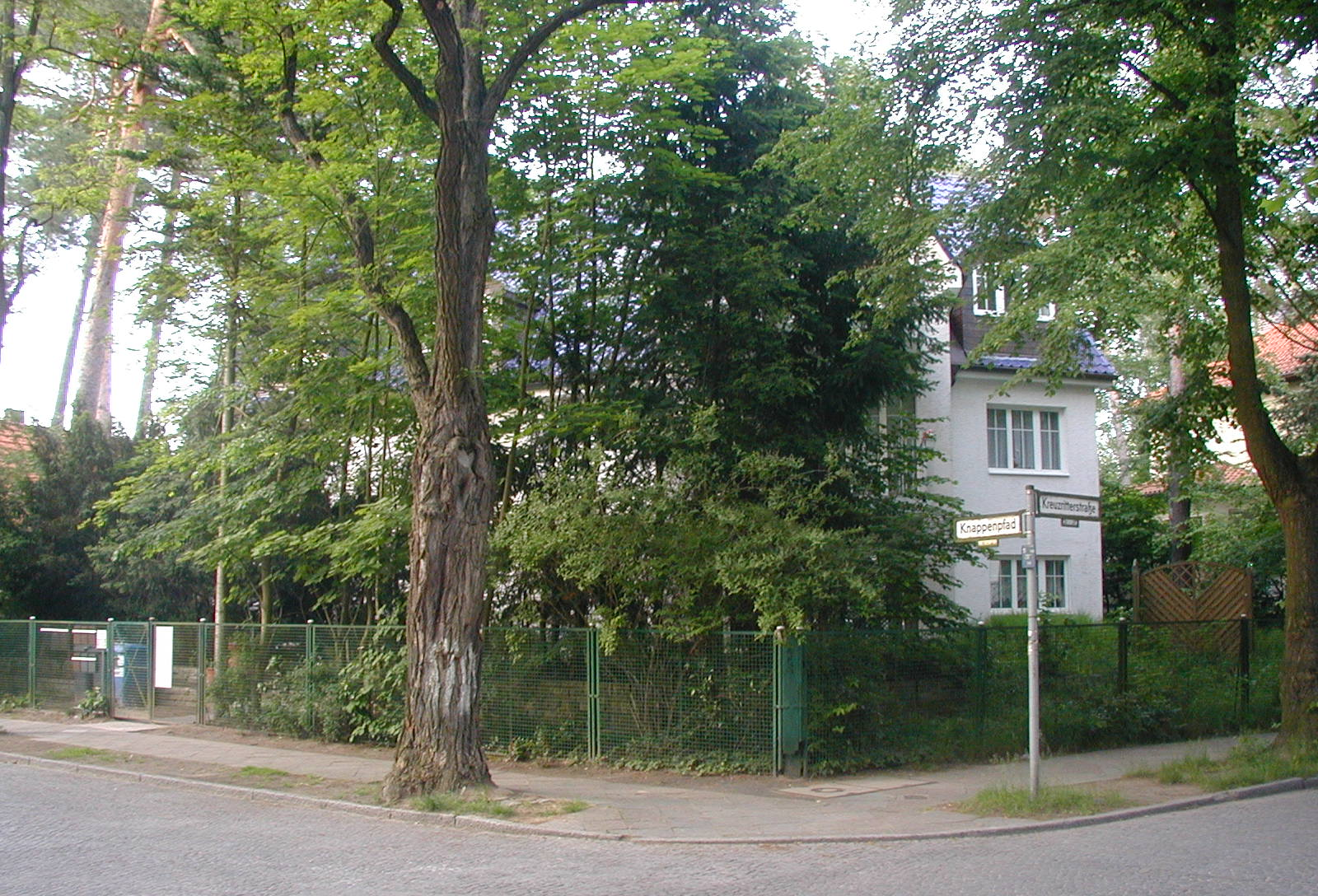
Bejaardentehuis in Berlijn

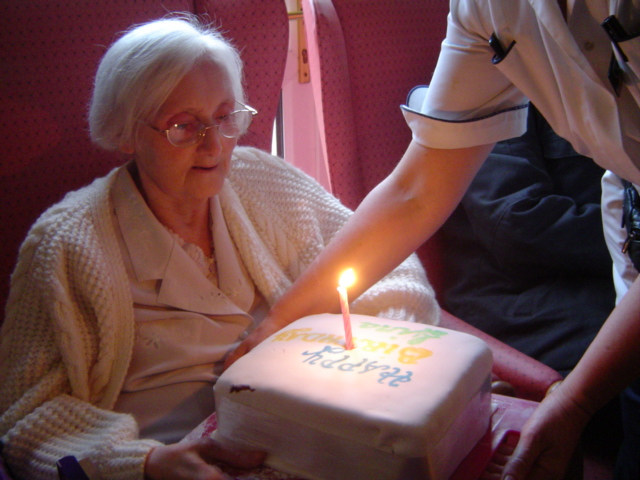
Zorg, ook voor het welbevinden

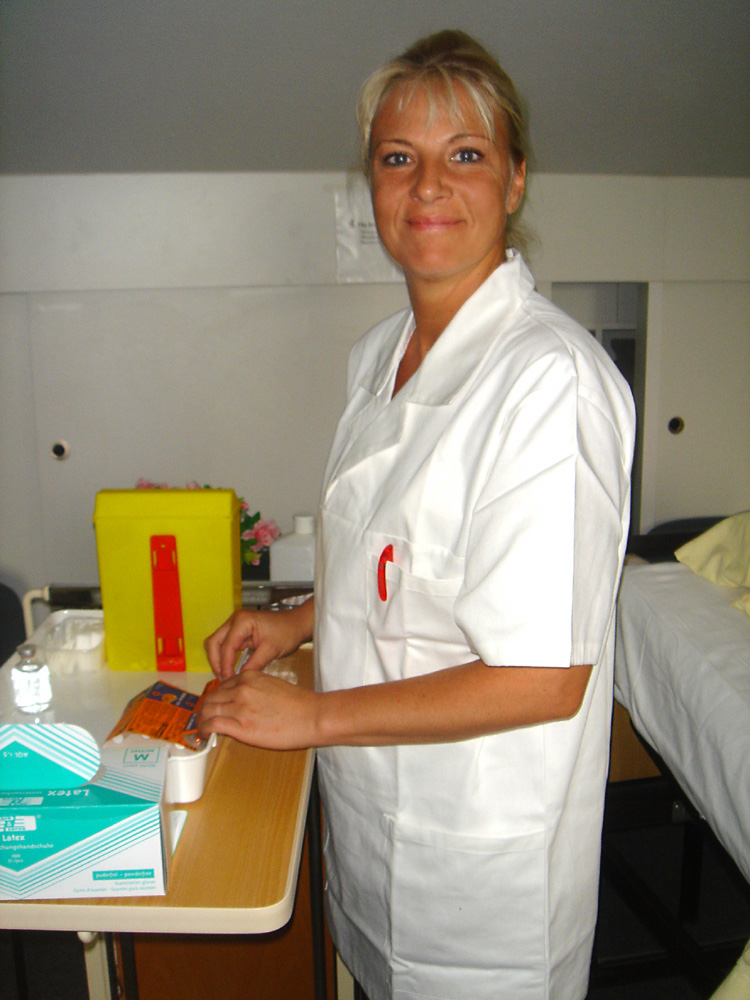
Bejaardenverzorgster

Een verzorgingshuis, verzorgingstehuis, woon-zorgcentrum, rusthuis, rustoord, bejaardentehuis of bejaardenhome is een instelling waar mensen tijdelijk of definitief wonen omdat ze verzorging of verpleging nodig hebben die in de oorspronkelijke woonsituatie niet kan worden geboden. Het gaat vaak om ouderen.
Voor een verzorgingshuis is geen medische indicatie nodig. (Voor een verpleeghuis wel.) Een verzorgingshuis is doorgaans toegankelijk voor senioren vanaf zo'n 50 jaar oud: verpleeghuizen kennen in de regel geen leeftijdsgrenzen.

## Geschiedenis
In Nederland werd het Hofje van Bakenes al in 1395 gebouwd als voorziening voor ouderen. Later ontstonden er oudevrouwenhuizen, oudemannenhuizen en oudemannen- en -vrouwenhuizen. Het eerste moderne Nederlandse bejaardentehuis werd rond 1965 geopend in Eygelshoven. In 1996 werd de Wet op de Bejaardenoorden afgeschaft (hij ging feitelijk op in de AWBZ), en dat was ook het jaar waarop in de Nederlandse wetgeving de term 'bejaardenoord' officieel werd vervangen door 'verzorgingshuis'. In 2015 is deze vorm van wonen officieel afgeschaft, hoewel er her en der nog soortgelijke particuliere initiatieven bestaan.
De voorlopers van de Belgische bejaardentehuizen dateren net als in Nederland van voor 1600 en kregen ook daar vaak de naam oudemannenhuis omdat voornamelijk mannen een dergelijke vorm van hulp nodig hadden. Initieel was het een schande iemand van de familie in zo'n mannenhuis te plaatsen. Pas na de Tweede Wereldoorlog werd plaatsing in een dergelijk gasthuis normaler, ook voor vrouwen. In Vlaanderen evolueerde net als in Nederland de naam van deze vorm van dienstverlening van (oude)mannenhuis (of oudevrouwenhuis) over rustoord, bejaardentehuis en rust- en verzorgingstehuis naar de huidige term woon-zorgcentrum.

## België
In het federale België behoren verzorgingshuizen tot de bevoegdheden van de gemeenschappen, voor Vlaanderen is dat de Vlaamse overheid. In het Brussels Gewest zijn zowel het Vlaams Gewest als de Franse Gemeenschap bevoegd. De praktische coördinatie gebeurt door Iriscare, de Brusselse bicommunautaire instelling van openbaar nut voor welzijn, zorg en sociale bijstand. In Franstalig België werd in 2014 een samenwerkingsakkoord gesloten tussen de verschillende bestuursniveaus.

### Vlaanderen
Naargelang de specifieke wettelijke voorwaarden waaraan zo'n instelling voldoet, wordt er gesproken van een rusthuis, een rust- en verzorgingstehuis of een woon- en zorgcentrum. Er bestaan woon-zorgcentra die door een kloosterorde of congregatie beheerd worden, private initiatieven en instellingen van de overheid die verbonden zijn aan een OCMW. De not-for-profitwoonzorgcentra worden overkoepeld door Zorgnet-Icuro, de privé-tehuizen door het Vlaams Onafhankelijk Zorgnetwerk (VLOZO). De personeelsbezetting per honderd bewoners varieert, van 33 fte in de commerciële centra, over 39 in de vzw-tehuizen tot 43 in de openbare sector. In de sector van de privé-tehuizen kwam na 2010 vaak een splitsing voor tussen zorg-vastgoedfondsen, die de gebouwen beheren, en de rusthuizen die als exploitant daarvoor huur betalen. De drie grootste zorg-vastgoedbedrijven, Aedifica, Care Property Invest en Cofinimmo, waren in 2019 eigenaar van zo'n 245 woonzorgcentra, en maakten in dat jaar 300 miljoen euro winst.
In Vlaanderen worden in 2010 een kleine 67.000 plaatsen aangeboden in een erkend woon-zorgcentrum. Met inbegrip van de geplande eenheden, zullen ruim 83.000 plaatsen voorzien worden. Daarnaast zijn er in een gedeelte van de woon-zorgcentra ook 36.000 plaatsen voor zwaar zorgbehoevende ouderen ("RVT-bedden"); deze centra worden dan vaak rust- en verzorgingstehuis of woon- en zorgcentrum genoemd. De totale opvangcapaciteit situeert zich dan ook rond de 120.000 bedden. 
Het Departement Zorg van de Vlaamse overheid voert het beleid rond ouderenzorg, en stelt daarover statistieken op. Het Vlaams Instituut voor Kwaliteit van Zorg (VIKZ) publiceerde in juni 2025 een eerste vergelijkend dubbelrapport over de Woonzorgcentra.
De Vlaamse Ouderenraad is het overlegplatform van diverse ouderenorganisaties bij de Vlaamse regering.

### Organisatie en werking in Vlaanderen
Een sociale dienst staat vaak in voor het onthaal, het eerste kennismakingsgesprek of intake en de verdere opvolging, onder andere naar familie of externe diensten (de instanties buiten de instelling) toe.
De ouderen wonen op kamers, meestal eenpersoons- of tweepersoonskamers, aangekleed met vast meubilair, eigen meubelen en persoonlijke spullen. Er is gewoonlijk een privéruimte met een toilet en wastafel. De aangepaste badkamers zijn gemeenschappelijk en worden meestal onder begeleiding van speciaal daartoe opgeleid personeel gebruikt. Er zijn dikwijls ook per afdeling gemeenschappelijke leefruimtes ter bevordering van het sociaal contact onder de bewoners. Denk hierbij aan huiskamers of andere activiteitenruimtes.
In veel bejaardenhomes zijn er gesloten afdelingen voor mensen met dementie omdat deze specifieke doelgroep beschermd moet worden tegen wegloopgedrag. Sommige bejaardenhomes organiseren al dan niet samen met een OCMW, ziekenhuis of andere met dementie geconfronteerde groepen, verenigingen, diensten, deskundigen enz. van tijd tot tijd een dementiecafé. Dit is een bijeenkomst met voordracht of informatieronde voor geïnteresseerden in één of meerdere aspecten van dementie, bekeken vanuit het standpunt van de getroffene en/of de positie van allen die de dementerende omringen zoals naaste verwanten of hulpverleners.
Andere aanwezige functionele ruimtes dan de reeds genoemde zijn een cafetaria ten behoeve van familiebezoek of grote ontspanningsactiviteiten zoals bijvoorbeeld een optreden. Verder zijn er dikwijls aparte zalen voor (groeps)kinesitherapie of ergotherapie.
De werking die zorggericht is, de zelfredzaamheid stimuleert en ontspannend is, steunt in hoofdzaak op diverse (zorg-)teams van professionele medewerkers elk met hun eigen takenpakket. Daarenboven is er ook het onderhouds- en keukenpersoneel, een technische dienst enz. Aanvullende taken zoals bewonersondersteuning bij een wandeling en de bediening in de cafetaria worden meestal door vrijwilligers gedaan. Deze laatste zijn vaak verwanten van de gasten of sympathisanten uit de onmiddellijke omgeving van de instelling.
Residentiële bejaardenhomes beschikken vaak ook over serviceflats en over ambulante dagverzorgingscentra. Soms fungeren deze laatste als opstap naar een verblijfsopname.
In bepaalde gevallen wordt er vanuit instellingen voor ouderenzorg (deels) geparticipeerd in een lokaal dienstencentrum omdat sociaal behoeftenonderzoek geregeld aantoont dat vooral (actieve) senioren (50 à 55-plussers) met zo'n centrum gebaat zijn. Deze doelgroep is de zogenaamde 'sandwichgeneratie' die geprangd zit tussen enerzijds de zorg voor kleinkinderen en anderzijds de opvang en begeleiding van hoogbejaarde ouders. Ze vertoeven zowel aan de schoolpoort als binnen de muren van een bejaardenhome. Een lokaal dienstencentrum is voor velen van hen geschikte ontspanning naast de brede waaier aan mogelijkheden van onder meer seniorenclubs. Betreft deze laatste kent Vlaanderen autonome en verzuilde verenigingen.
Inzake vervoer buiten de instelling kunnen de bewoners in Vlaanderen eventueel een beroep doen op een Minder Mobielen Centrale.
Vanaf 1 maart 2022 kon een reeks inspectieverslagen online geraadpleegd worden.

### Tubbe-methode
De Tubbe-methode beoogt een meer relatiegerichte en veilige zorg te bieden, met veel inspraak van alle betrokkenen. Ze is ontwikkeld vanuit de visie van de Deense verpleegkundige Thyra Frank, die een tijdlang minister voor Ouderenzaken was. De naam 'Tubbe' is afgeleid van het Zweedse woonzorgcentrum Tubberödshus, waar de visie van Frank voor het eerst werd toegepast.
In België kregen 35 nieuwe woonzorgcentra in 2023 ondersteuning van coaches om de Tubbe-aanpak toe te passen. Het project werd gesteund door de Koning Boudewijnstichting.

## Nederland
Nederland kende tot 2015 verschillende benamingen voor instellingen voor mensen die niet meer geheel zelfstandig konden of wilden wonen: officieel heette dit een woon-zorgcomplex (WoZo) of woon-zorgcentrum, maar in de volksmond werd het vaak verzorgingshuis of bejaardenhuis genoemd. Mensen met een lichte zorgvraag (Zorgzwaartepakket 1,2 of 3) kwamen in aanmerking voor huisvesting en zorg vanuit de AWBZ. Voor mensen die meer zorg behoefden was er nog het verzorgingscentrum. Ouderen met een Zorgzwaartepakket 4 (ZZP VV4) of hoger kwamen voor deze vormen van intramurale zorg in aanmerking.
Nederlandse verzorgingshuizen kenden geen gesloten afdelingen voor mensen met dementie: deze doelgroep werd doorgaans in verpleeghuizen ondergebracht vanwege de specifieke zorg die zij nodig hebben, en de juridische maatregelen die soms nodig zijn. Er kon echter wel een gesloten verpleeghuisafdeling zijn binnen een verzorgingshuis, de psychogeriatische afdeling (PG-afdeling).
In 2013 besloot de Nederlandse regering de groeiende kosten van de ouderenzorg een halt toe te roepen. De uitgaven aan de AWBZ stegen als gevolg van de vergrijzing. Er werd besloten tot een verkleinde wet voor mensen die langdurige zorg nodig hebben: de Wet langdurige zorg. Mensen met een zorgzwaartepakket ZZP1, 2 of 3 kwamen niet meer in aanmerking voor zorg vanuit deze wet en dus niet meer voor door de landelijke overheid gefinancierde huisvesting en zorg. Met andere woorden: wonen en zorg werden voor hen gescheiden. Mensen moesten zelf betalen voor hun huisvestingskosten. Het oude bejaardenhuis verloor daarmee voor veel mensen aan aantrekkelijkheid.
De AWBZ werd zo in 2015 vervangen door de Wet maatschappelijke ondersteuning 2015 (Wmo2015), Zorgverzekeringswet (Zvw) en de Wet langdurige zorg (Wlz). Ouderen kunnen een beroep doen op zorg en ondersteuning die vanuit gemeenten geboden wordt, vanuit de Wet maatschappelijke ondersteuning 2015 (Wmo 2015). Voor medische zorg verzekeren mensen zich en kan men via de Zorgverzekeringswet (Zvw) een beroep doen op vergoeding. Veel zorg verschoof daarmee naar extramurale zorg, de zorg aan huis, aangevuld met mantelzorg: langdurige onbetaalde zorg door naasten aan de hulpbehoevenden. Veel woon-zorgcentra werden omgebouwd tot verpleeghuizen voor zwaardere zorg of verbouwd tot zelfstandige woonunits.
Anno 2023 kunnen mensen die langdurig en dagelijks medische zorg (24 uur per dag, 7 dagen in de week zorg en ondersteuning in de nabijheid) nodig hebben terecht in verpleeghuizen, ongeacht de leeftijd. Deze mensen hebben hiervoor een indicatie nodig van het Centrum Indicatiestelling Zorg. Daarnaast zijn er woonzorglocaties waarbij mensen ervoor kiezen om min of meer georganiseerd samen te wonen. De zorg die nodig is wordt in die woonzorglocaties op verschillende manieren geboden: basiszorg via de huisarts, langdurige zorg via een Volledig Pakket Thuis (VPT) of Modulair Pakket Thuis (MPT), twee leveringsvormen van de Wet langdurige zorg. Ook kan op dergelijke locaties soms een beroep gedaan worden op de Wmo indien er nog geen Wlz-indicatie is.